# Gōichi Suda
Gōichi Suda, noto anche con lo pseudonimo di Suda51 (須田剛一?, Suda Gōichi; Ueda, 2 gennaio 1968), è un autore di videogiochi giapponese.

## Biografia
Dopo gli studi lavorò in una impresa di onoranze funebri fin quando notò un annuncio di lavoro nel mondo dei videogiochi con la Human Entertainment, inizialmente non ricevette risposta e continuò a dedicarsi al suo lavoro ma passato del tempo fu chiamato e iniziò a lavorare sul videogioco Super Fire Pro Wrestling 3 Final Bout. Nel 1998 lasciò la Human per andare a lavorare alla Grasshopper Manufacture sul gioco The Silver Case ottenendo il suo primo grande successo commerciale.
Col passare degli anni ha realizzato diversi giochi di successo costruendosi la fama di essere uno tra gli sviluppatori che più azzardano nei loro titoli. Il suo stile è caratterizzato da personaggi antieroi (assassini, ladri, ecc.), trame molto fantasiose che comprendono spesso il sovrannaturale (in particolare il tema del ritorno dall'oltretomba), scene di nudo e violenza esagerata.
Gōichi Suda è anche amministratore delegato della software house per cui lavora, la Grasshopper Manufacture, acquisita nel 2013 da GungHo. È anche musicista e in due suoi giochi Flower, Sun, and Rain e No More Heroes sono presenti sue canzoni. Il suo soprannome Suda51 è dovuto al fatto che il nome Gōichi è composto dalle parole 五?, gō (cinque) e 一?, ichi (uno).

## Ludografia
- 1993 - Super Fire Pro Wrestling 3 Final Bout - Direttore
- 1994 - Super Fire Pro Wrestling Special - Direttore/sceneggiatore
- 1996 - Twilight Syndrome: Search - Direttore
- 1996 - Twilight Syndrome: Investigation - Direttore/sceneggiatore
- 1997 - Moonlight Syndrome - Direttore/sceneggiatore
- 1999 - The Silver Case - Direttore/sceneggiatore
- 2001 - Flower, Sun, and Rain - Direttore/sceneggiatore
- 2004 - Michigan: Report from Hell - Ideatore/produttore
- 2005 - Killer7 - Direttore/sceneggiatore
- 2005 - The Silver Case 25 Ward - Direttore/sceneggiatore
- 2006 - Samurai Champloo: Sidetracked - Direttore/sceneggiatore
- 2006 - Contact - Produttore
- 2006 - Blood+: One Night Kiss - Direttore/sceneggiatore
- 2006 - Yakuza 2 - Voce di Micho Yamazaki
- 2007 - No More Heroes - Direttore/sceneggiatore
- 2008 - Project Zero: Mask of the Lunar Eclipse - Direttore/sceneggiatore
- 2010 - No More Heroes 2: Desperate Struggle - Direttore/sceneggiatore
- 2011 - Shadows of the Damned - Direttore/sceneggiatore
- 2012 - Sine Mora - Produttore
- 2012 - Diabolical Pitch - Direttore
- 2012 - Lollipop Chainsaw - Direttore/sceneggiatore
- 2012 - Liberation Maiden - Direttore/sceneggiatore/disegnatore
- 2013 - Killer Is Dead - Direttore/sceneggiatore
- 2014 - Ranko Tsukigime's Longest Day - Sceneggiatore
- 2016 - Let It Die - Produttore
- 2019 - Travis Strikes Again: No More Heroes - Direttore
- 2021 - No More Heroes III - Direttore/sceneggiatore
- 2025 - Hotel Barcelona - Ideatore
- 2026 - Romeo is a Dead Man - Direttore

## Opere letterarie
(JA) Hand in Killer7. Kill the Past, Jump Over the Age, Osaka, Capcom, 2005, ISBN 978-4-575-16444-2.